# Sunday early morning
「Sunday early morning」（サンデー アーリー モーニング）は、 2008年3月5日に発売された桃井はるこのオリジナルアルバム。
表題の「Sunday early morning」（日曜の朝）は、オタクにとって好きな趣味を夜通しできる土曜の夜から、さらに日曜の朝を迎えると、アニメ番組や特撮ものなどが始まる「土曜の夜の延長でワクワクする最高の時間」とのことからつけられている。

## 概要
UNDER17を解散し独立してからは、「さいごのろっく」に代表されるような「虐げられたオタクのためのブルース」とでもいうべきメッセージ性の強い楽曲を主としてきたが、もっと遊び心のある、自分もみんなも楽しめるものをつくろうと気づいたのが根本的な創作の動機となった。
曲調は桃井のルーツであるアイドル歌謡からUNDER17時代を表す萌えソング、アニメソング、J-POP、ロックが多彩に絡み合うが、中でもエレクトロ・ユニット「MISSILE CHEWBACCA」がトラックメイキングを担当したことで、8bit調の電子音が多く盛り込まれている。
全体の半数で編曲を行うなど桃井自信が曲作りに大きく関与するようになっており、先行して出された「ルミカ」と野川さくらと共演した「ハイ・エナジー」、『瀬戸の花嫁』の冒頭主題歌「Romantic summer」を編曲し直して再歌唱したものを収録するなど、「ずっと連載していた小説が単行本になった、みたいな感覚」と語る、ベスト盤的な側面も持ち合わせている。

## 収録曲
※太字はシングルカットないし先行シングルが存在する曲
1. Sunday early morning
作詞・作曲：桃井はるこ 編曲：MISSILE CHEWBACCA/Uh-My boy
2. Romantic summer -momo-i version-
作詞・作曲：桃井はるこ 編曲：MISSILE CHEWBACCA
瀬戸の花嫁 OP
3. 21世紀
作詞・作曲・編曲：桃井はるこ
4. RADIO DAYS RADIO NIGHTS
作詞・作曲・編曲：桃井はるこ
5. Enter!
作詞・作曲・編曲：桃井はるこ
文化放送「桃井はるこの超！モモーイ」オープニングテーマ/秋葉原エンタまつり2006イメージソング
6. いまあなたが好き
作詞・作曲：桃井はるこ 編曲：久米由基
7. Party!
作詞・作曲・編曲：桃井はるこ
文化放送 「桃井はるこの 超!モモーイ!」 OP
8. ハイ・エナジー -momo-i version-
作詞・作曲：桃井はるこ 編曲：齋藤真也
スーパー・ドールラマ「Kawaii! JeNny」ED主題歌
9. ルミカ
作詞・作曲・編曲：桃井はるこ
スーパー・ドールラマ「Kawaii! JeNny」OP主題歌
10. ナイト・で・ないと
作詞・作曲：桃井はるこ 編曲：Haraddy
プリズム・アーク らぶらぶマキシマム！ OP
11. Thunder Shot!
作詞・作曲：桃井はるこ 編曲：齋藤真也
12. Good Morning! 
作詞・作曲・編曲：桃井はるこ
文化放送 「桃井はるこの 超!モモーイ!」 エンディング
13. Get Wild ＊初回版のみのボーナス・トラック[18]
作詞：小室みつ子 作曲：小室哲哉

## 解説
Sunday early morning
ニコニコ動画でファミコン風の弾き語りをしたら、予想外に人気が出たことから、「自分がすごく楽しんでやったから」「自分が楽しんで、みんなが楽しんでくれるっているのが、まず基本だという事に改めて気づいて。じゃあ楽しくやろう！」とのことが創作の元となった。歌詞全体を初めて英語で行うことに挑戦しており、空耳でアニメ作品の題名を連呼しているように聞こえるダブルミーニングも持つ。MISSILE CHEWBACCAに編曲を頼み、エレクトロクラッシュ風の演奏になっている。
Romantic summer -momo-i version-
原曲はベンチャーズのようなグループ・サウンズと80年代のテクノポップが合わさった曲であったが、8bitのダンスミュージックのようなアレンジになっている。
21世紀
思想的に重要な曲で、「今、みんなが21世紀に失望していますよね？「21世紀になったらもっともっと便利になっているはずだったのに！」って。でもね、本当はみんな幸せなんですよ。携帯を誰もが持っているし、自動改札とか超カッコいいし、コンビニで携帯をかざすだけで買い物ができる時代でしょ？インフラが発達しているからこそ、人間がくだらないことで争ったり、陰湿なことをするのってナンセンスだなって。だからもっと21世紀を楽しもうよ、って歌です。」と語るメッセージソング。
RADIO DAYS RADIO NIGHTS
好みであるTOM★CATを指向した曲。歌詞に表れているが、桃井の母は自らアマチュア無線を行うほど無線やラジオ好きで、桃井自身も愛好している。
Enter!
「ワンダーモモーイ」の萌え部分のみを抽出したような萌えソング。enter!には"entertainment"とキーボードのEnterキー、そして「お祭りに参加してね！」という意味が込められている。
今、あなたが好き
一見真面目なラブソングだが、オタク同士のカップルを想定している。この曲までをレコードのA面として想定した配曲。
Party!
元々、「桃井はるこの超！モモーイ」の主題歌であった「Enter!」に替わるものを新しくつくろうとして制作された。創作に悩んで90年代アイドルの曲を多く聞く中で、『魔法騎士レイアース』の主題歌であった吉成圭子の「明日への勇気」に感銘を受け、「こういう、キラキラしていて、夢いっぱいで、明るく元気になれる曲がいい」とのことで、Enter!の延長にありながらもダイナミックなシンセ・サウンドながら「テクノだけど優しい感じ」。また、B面の一曲目を意識して配置されている。
ハイ・エナジー -momo-i version-
「ハイ・エナジー」はそもそも1980年代に流行ったダンス・ミュージックのHi-NRGのことで、その曲名を歌詞に盛り込んだ言葉遊びをしている。例えば、「愛が止まらない」、「気味の瞳にラッキーラブ」は『君の瞳に恋してる』（カイリー・ミノーグ）と『ラッキーラブ』（ボーイズ・タウン・ギャング）の二つをかけている。
ルミカ
Kawaii! JeNnyやアニメエキスポ、ルミカのことを考えて作られた曲で、桃井にとってのJ-POPを追求した曲。アルバム収録に際して、アレンジが施されている。
ナイト・で・ないと
「普段美少女ゲームをやっている、健全な男性に対しての応援歌」で、「いざという時に頑張れるように、今から準備しておいたほうがいいよ！」という気持ちが込められている。典型的な萌えソングで、パンクの様な直接単純な表現をあえて感覚的おこなった。
Thunder Shot!
ミニ四駆「サンダーショット」を主題とした歌で、HR/HM調で唱っている。元々、桃井は幼少期よりミニ四駆を愛好していたが、同級生に贈ったものを否定され突き返された過去があった。そういった縁もあって、初めて作った「サンダーショット」の特別モデルとして、「ホットショットJr.」や「サンダーショット」の桃井特別版が発売されている。
Good Morning!
『桃井はるこの超！モモーイ！』のエンディングテーマとして、「まだ外は暗いんだけど、ラジオを聴いてくれているみんなに、「グッドモーニング！」っていう歌を贈ろうと」制作された。
Get Wild
「中学生のときには『Get Wild』のいろんなバージョンを入れた46分テープを自分で作って聴いてた」ほど思い入れのある曲で、歌われている歌詞が2008年の秋葉原のオタク文化にそのまま通じる若者の焦燥感を表す名曲と語っている。

## 関連商品
- 「Sunday early morning LIVE」@SHIBUYA-AX - アルバム発売直後は小規模な店舗イベントでのミニライブが行われたものの[25]、海外公演が重なったため本格的ライブツアーは翌2008年にまで待つことになる。その2008年に行われた渋谷AXでの公演を収録したライブ映像[26][27][28]。

- 「BEST CLIP」 - 主にSunday early morning収録曲のプロモーションビデオを収めたDVD。特典映像として製作中の様子と、ドイツで開催されたConnichi2007時の映像が収録されている[29]。